# Bruun Rasmussen Kunstauktioner
Bruun Rasmussen Kunstauktioner er et dansk auktionshus, der vurderer og sælger kunst, design, smykker, armbåndsure og antikviteter samt samlerobjekter som vin, bøger, mønter og frimærker. Bruun Rasmussens hovedkontor ligger i Lyngby nord for København, og virksomheden har derudover afdelinger i Aarhus og Glostrup.  
Auktionshuset sælger hvert år over 75.000 emner på deres daglige Onlineauktioner på bruun-rasmussen.dk samt på Liveauktioner i auktionssalen i Lyngby.

## Historie
Bruun Rasmussen blev grundlagt i 1948 i Bredgade 33 i København af kunsthandler Arne Bruun Rasmussen. Arne Bruun Rasmussen var uddannet hos Winkel & Magnussen og blev auktionarius i 1939. Bruun Rasmussen Kunstauktioner blev landets førende, og mange betydelige privatsamlinger og kunstgenstande har været under hammeren gennem tiden.
Sønnen Jesper Bruun Rasmussen blev medejer 1972 og overtog ledelsen i 1985. Han omdannede firmaet til et interessentskab. Indtil 2022 drev Jesper Bruun Rasmussen virksomheden sammen med børnene Frederik og Alexa Bruun Rasmussen.
I 2004 lancerede Bruun Rasmussen som det første traditionelle auktionshus i Europa onlineauktioner, hvor man som supplement til traditionelle auktioner i auktionssalen også kunne sælge og byde på varer online på auktionshusets hjemmeside.
I marts 2022 blev firmaet solgt til det engelske auktionshus Bonhams. og blev en del af et verdensomspændende netværk af auktionshuse.
I efteråret 2023 flyttede virksomheden fra lokalerne i Bredgade og Nordhavn til et nyt domicil på Nørgaardsvej 3 i Lyngby, hvor der i dag er hovedkontor, auktionssal og udstillingslokaler.

## Virksomhed
Siden maj 2024 har Louise Arén været interim CEO for Bruun Rasmussen. Den 20. august 2024 blev det offentliggjort at Janne Moltke-Leth tiltræder som ny administrerende direktør for Bruun Rasmussen per 3. september , mens Louise Arén varetager stillingen som CEO for Bonhams’ auktionshuse i Norden ”Bonhams Nordics”, herunder Bruun Rasmussen og det svenske auktionshus Bukowskis.

## Bemærkelsesværdige hammerslag
I juni 2021 blev et Mingfad fra 1400-tallets Ming-dynasti solgt for 35,5 millioner kr. Det er det højeste hammerslag, der er slået i Bruun Rasmussens historie.
I november 2019 blev et maleri af Vilhelm Hammershøi ”Interiør fra Strandgade 30” solgt for 31,5 millioner kr. Det blev dermed det dyreste maleri, der nogensinde er solgt på en dansk auktion.
I december 2016 blev en sjælden Mingvase fra 1400-tallets Kina solgt for et hammerslag på 12 millioner kr. Vasen var fra en dansk privatsamling opbygget af Tage Wøldike Schmidt, der var direktør for Øst Asiatisk Kompagni og udstationeret i første halvdel af 1900-tallet i Kina, Pakistan og Indien.

## TV
Tv-produktionsselskabet Monday Media har siden 2013 produceret tv-programmerne Auktionshuset, hvor man følger dagligdagen hos Bruun Rasmussen Kunstauktioner. Indtil 2016 blev programmerne vist på DR1 med 707.000 seere i gennemsnit i første sæson, og 716.000 i anden sæson. I den fjerde og sidste sæson på kanalen, fulgte i gennemsnit 595.000 seere med. Fra efteråret 2016 købte TV 2 flere sæsoner af programserien, og første episode af programmet blev vist på kanalen 4. oktober 2016. I slutningen af 2017 var der produceret 61 episoder af programmet.